# National Association of Watch & Clocks Collectors
La National Association of Watch & Clocks Collectors (NAWCC) est la plus grande organisation traitant de tous les sujets de l'Horlogerie aux États-Unis. Quiconque intéressé de par le monde  peut y participer.

## National Association of Watch & Clocks Collectors
Fondée en 1943, l'association est une organisation à but non lucratif. Elle offre une variété de services éducatifs, culturels et sociaux à ses membres et au public en général, couvrant tous les sujets de l'horlogerie.

### Site Internet
Son "message board" peut être librement consulté par quiconque et représente une très vaste source d'information sur l'horlogerie.  

### Bibliothèque
La bibliothèque de l'Association contient la majorité des ouvrages horlogers de référence historique sur toutes les entreprises et marques horlogères américaines, ainsi que sur une grande majorité des marques étrangères de renom.

### Bulletins
Régulièrement l'Association publie des articles intéressants sur la technique horlogère et tout autre sujet couvrant ce vaste domaine.